# Kråkeholmen (Sveio)
Ne doit pas être confondu avec Kråkeholmen.
Kråkeholmen est une île norvégienne dans le landskap Sunnhordland du comté de Vestland. Elle appartient administrativement à Sveio.

## Géographie
Rocheuse et couverte d'arbres, elle s'étend sur environ 197 m de longueur pour une largeur approximative de 91 m. 